# Maison Scheele
Pour les articles homonymes, voir Scheele.
La Maison Scheele (en allemand Scheelehaus), est un bâtiment classé dans la ville hanséatique de Stralsund en Allemagne.
La maison de quatre étages avec pignons a été construite en briques au XIVe siècle. Au XVIIe siècle elle a été remaniée dans son état visible aujourd'hui.

## Description et histoire
La façade est caractérisée par un portail central voûté flanqué de deux fenêtres rectangulaires et surmonté de trois fenêtres rectangulaires au premier étage. Les deuxième et troisième étages ainsi que le pignon incurvé à gradins ont des trappes en arc de cercle.
Une plaque dans le hall du bâtiment indique que le chimiste Carl Wilhelm Scheele est né et a passé son enfance dans cette maison. Après une rénovation dans les années 1980, le Kulturbund de la RDA y avait son siège, plus tard le département de la culture du conseil municipal. Certaines parties de la maison sont inoccupées depuis 2004.
En mars 2010, Joachim Siemers, patron de l'Altonaer Kistenfabrik Adolf Siemers, acquiert le bâtiment pour 90 000 euros ; les coûts des erreurs de rénovation des années 1980 ont été déduits du prix d'achat de 1,6 million d'euros. Il fit rénover les maisons et ouvrit des restaurants et l'hôtel Scheelehof sur place.
La maison est située dans la zone centrale de la ville reconnue par l'UNESCO comme site du patrimoine culturel mondial, « Vieilles villes historiques de Stralsund et Wismar ». Elle est inscrite sur la liste des monuments architecturaux de Stralsund.